# Rassites
Rassites (també ràssides o Banu l-Rassi) és el nom donat per Ibn Khaldun als imams zaidites del Iemen. El nom el va recollir Lane-Polle en les seves Dynasties, per designar els imams fins vers el 1300. La nisba al-Rassi deriva del lloc d'al-Rass a l'Hedjaz, que portava l'imam al-Kasim ibn Ibrahim al-Rassi, avi del fundado5r de l'imamat zaydita al Iemen al-Hadi ila l-Hakk Yahya ibn al-Husayn.